# Суперіор (Вайомінг)
Суперіор (англ. Superior) — місто (англ. town) в США, в окрузі Світвотер штату Вайомінг. Населення — 184 особи (2020).

## Географія
Суперіор розташований за координатами 41°45′35″ пн. ш. 108°57′52″ зх. д. / 41.75972° пн. ш. 108.96444° зх. д. (41.759672, -108.964346).  За даними Бюро перепису населення США в 2010 році місто мало площу 2,83 км², уся площа — суходіл.

## Демографія
Згідно з переписом 2010 року, у місті мешкало 336 осіб у 131 домогосподарстві у складі 87 родин. Густота населення становила 119 осіб/км².  Було 181 помешкання (64/км²).
Расовий склад населення:
| - 91,4 % — білих - 1,8 % — корінних американців - 0,6 % — чорних або афроамериканців - 0,6 % — азіатів - 2,7 % — осіб інших рас |

До двох чи більше рас належало 3,0 %. Частка іспаномовних становила 12,8 % від усіх жителів.
За віковим діапазоном населення розподілялося таким чином: 28,0 % — особи молодші 18 років, 61,3 % — особи у віці 18—64 років, 10,7 % — особи у віці 65 років та старші. Медіана віку мешканця становила 41,3 року. На 100 осіб жіночої статі у місті припадало 115,4 чоловіків;  на 100 жінок у віці від 18 років та старших — 106,8 чоловіків також старших 18 років.
Середній дохід на одне домашнє господарство  становив 75 071 долар США (медіана — 55 000), а середній дохід на одну сім'ю — 87 767 доларів (медіана — 89 750). За межею бідності перебувало 14,3 % осіб, у тому числі 18,4 % дітей у віці до 18 років та 0,0 % осіб у віці 65 років та старших.
Цивільне працевлаштоване населення становило 118 осіб. Основні галузі зайнятості: сільське господарство, лісництво, риболовля — 35,6 %, науковці, спеціалісти, менеджери — 11,9 %, оптова торгівля — 11,0 %.
За даними перепису 2000 року,
на території муніципалітету мешкало 244 людей, було 92 садиб та 67 сімей.
Густота населення становила 85,6 осіб/км². Було 153 житлових будинків.
З 92 садиб у 34,8% проживали діти до 18 років, подружніх пар, що мешкали разом, було 62,0 %,
садиб, у яких господиня не мала чоловіка — 4,3 %, садиб без сім'ї — 26,1 %.
Власники 20,7 % садиб мали вік, що перевищував 65 років, а в 1,1 % садиб принаймні одна людина була старшою за 65 років.
Кількість людей у середньому на садибу становила 2,65, а в середньому на родину 3,01.
Середній річний дохід на садибу становив 46 250 доларів США, а на родину — 50 625 доларів США.
Чоловіки мали дохід 56 250 доларів, жінки — 30 833 доларів.
Дохід на душу населення був 17 157 доларів.
Приблизно 6,6 % родин та 11,7 % населення жили за межею бідності.
Серед них осіб до 18 років було 8,9 %.
Середній вік населення становив 39 років.